# Martin Hoffmann (Handballspieler)
Martin Hoffmann (geboren am 8. September 1984 in Stralsund) ist ein deutscher ehemaliger Handballspieler.

## Handball
Der 1,85 Meter große und 87 Kilogramm schwere rechte Außenspieler spielte ab dem 7. Lebensjahr bis zum Jahr 2004 beim Stralsunder HV, ab 2004 beim HSV Insel Usedom, ab 2006 beim ThSV Eisenach und seit dem Jahr 2010 beim SV Anhalt Bernburg. Zur Saison 2015/16 wechselt der Linkshänder zurück zum Stralsunder HV in die 3. Liga, Staffel Nord. 2019 beendete er seine Karriere.
In der Spielzeit 2002/03 der 2. Handball-Bundesliga schaffte er mit dem Stralsunder HV den Aufstieg in die Handball-Bundesliga, aus der er mit seiner Mannschaft nach der Saison 2003/04 allerdings wieder abstieg.

## Privates
Martin Hoffmann erwarb im Jahr 2004 das Abitur am Stralsunder Goethe-Gymnasium. Er ist verheiratet und Vater.
Sein jüngerer Bruder Eric Hoffmann spielte ebenfalls Handball.